# Lionel Nallet
Lionel Nallet (Bourg-en-Bresse, 14 settembre 1976) è un rugbista a 15 francese, seconda linea del Rugby Racing Métro 92 e vicecapitano della nazionale francese di rugby XV.

## Biografia
Proveniente dall'US Bresse, nelle cui giovanili si formò, esordì nel rugby di alto livello nel 1998 quando fu ingaggiato dal Bourgoin-Jallieu; per cinque anni militò nel club dell'Isère, nel corso dei quali esordì in Nazionale (debutto nel maggio 2000 contro la Romania).
Prese parte al Sei Nazioni 2001 e, a tutto il 2003, assommò 8 incontri internazionali in totale; tornò in Nazionale più di due anni dopo, rimanendovi in pianta stabile e prendendo parte ai Sei Nazioni 2006, 2007 e 2008, vincendo il primo della serie.
Militante dal 2003 nel Castres, nel 2007 fu selezionato tra i convocati francesi alla Coppa del Mondo nella quale disputò 4 incontri.
Dalla stagione 2009-10 milita nel Racing Métro 92 di Parigi; ha vinto il Sei Nazioni 2010 nelle file della Francia, conseguendo il Grande Slam.
Già capitano della Nazionale, ha partecipato come vicecapitano alla Coppa del Mondo di rugby 2011 contribuendo, con una significativa prestazione, alla vittoria in semifinale contro il Galles e al raggiungimento della finale, poi persa contro i padroni di casa della Nuova Zelanda.
Al termine della competizione Nallet ha annunciato il suo ritiro internazionale, dopo 70 incontri con la maglia della Francia.